# Lac des Saumons
Le lac des Saumons est un lac situé sur la Grande Terre des îles Kerguelen dans les Terres australes et antarctiques françaises (TAAF).

## Géographie
Le lac est situé dans la zone montagneuse de l'ouest de la péninsule Courbet. Il fait partie, avec les lacs Supérieur, des Truites, et Aval d'une série de quatre lacs à chapelet occupant le tiers central du val Studer. Avec ses 46 ha, il est le second plus grand lac du val Studer, après le lac Supérieur. L'alimentation du lac se fait essentiellement par la rivière Studer qui lui sert aussi d'émissaire. Quelques ravines viennent compléter l'alimentation sur ses rives nord et sud.